# Torsten Carlander-Reuterfelt
Bengt Torsten ”Totti” Carlander-Reuterfelt, född 14 mars 1902 i Helsingfors, död där 19 juni 2003, var en finlandssvensk industriman, smalfilmare och amatörmusiker.
Carlenader-Reuterfelt gjorde sitt livsverk som VD och styrelseordförande för det familjeägda Mariefors Bruk Ab, som 1962 övertogs av Oy Fiskars Ab. Främst blev Carlander-Reuterfelt känd som ivrig amatörfilmare, inte minst under resor i Europa ända sedan 1930-talet. Ett urval av hans filmer, med personliga kommentarer och originella musikillustrationer, har visats i Finlands svenska television. De kulturhistoriskt ovärderliga filmerna donerades till Finlands filmarkiv. Carlander-Reuterfelt gjorde sig även känd som kammarmusiker, tonsättare och biodlare. Han erhöll kammarråds titel 1973.